# Думітріца (комуна)
Думітріца (рум. Dumitrița) — комуна у повіті Бистриця-Несеуд в Румунії. До складу комуни входять такі села (дані про населення за 2002 рік):
- Будаку-де-Сус (1679 осіб)
- Думітріца (781 особа) — адміністративний центр комуни
- Рагла (348 осіб)

Комуна розташована на відстані 314 км на північ від Бухареста, 11 км на південний схід від Бистриці, 84 км на північний схід від Клуж-Напоки.

## Населення
У 2009 році у комуні проживали 2952 особи.